# Saint-Christophe (Allier)
Saint-Christophe è un comune francese di 498 abitanti situato nel dipartimento dell'Allier nella regione dell'Alvernia-Rodano-Alpi.

## Società

### Evoluzione demografica
Abitanti censiti